# Turberas de Tierra del Fuego

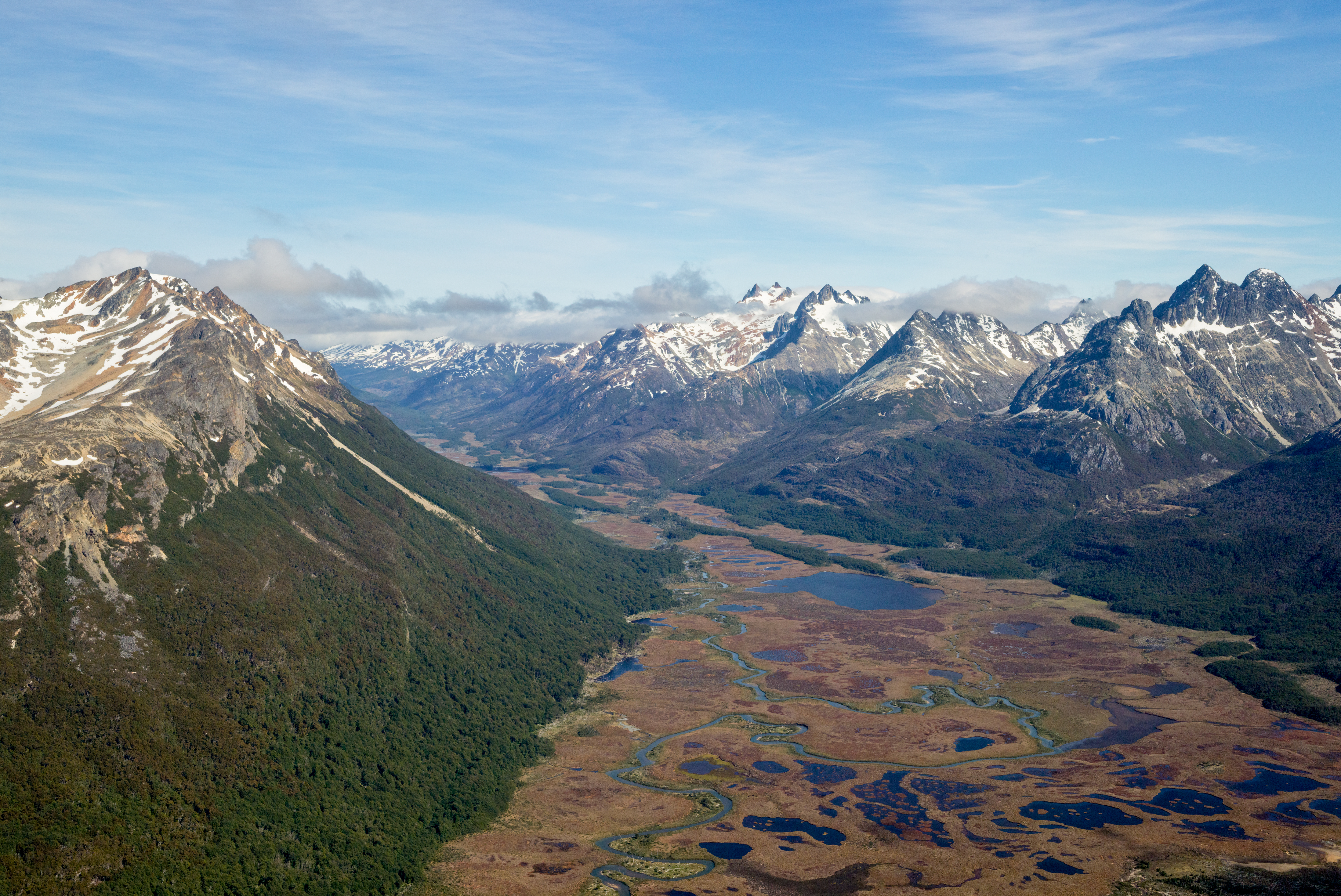
Vista aérea de las turberas de Tierra del Fuego en el Valle Carbajal.

Las turberas de Tierra del Fuego están ubicadas en el sector argentino de la isla Grande de Tierra del Fuego. Son la concentración más austral de turba en el mundo, con 110 millones de toneladas que representan el 95% de las existentes en todo el territorio nacional. Cubren una extensión de 2700 km² de los cuales el 90% se encuentra en la parte oriental, en las cuencas de los ríos Bueno, Luz y Policarpo. Se estima que su edad supera los 10 000 años.
La turbera es un tipo de humedal con acumulación de materia orgánica en cuencas lacustres generalmente de origen glaciar.

## Importancia
Su importancia reside principalmente en la capacidad de retener carbono con lo que contribuye a la mitigación del cambio climático. Las turberas en el mundo sólo cubren el 3% de la superficie del planeta pero contienen el doble de carbono que la biomasa forestal mundial.
Son muy útiles para la investigación científica, ya que conservan información ambiental durante miles de años permitiendo el estudio de la evolución de la temperatura y otros factores ambientales.
En Tierra del Fuego también tienen relevancia como hábitat de varias especies de aves, entre ellas, la becasina, la remolinera común, el carancho, la golondrina patagónica, el cabecita negra austral, la perdicita cordillerana austral, el ibis de cara negra, el cauquén común, el cauquén cabeza gris, la agachona chica, la agachona de collar y el zorzal patagónico.
La función de las turberas beneficia a la ciudad de Ushuaia porque aseguran agua potable en las temporadas secas, regulan el escurrimiento de agua proveniente de las montañas y amortiguan las crecidas de los ríos reduciendo la posibilidad de inundaciones.

## Tipos
Las turberas de Tierra del Fuego poseen especies, asociaciones de especies y una variedad de tipos de turbales que no se encuentran en ningún otro lugar del planeta.
- Turberas de Sphagnum magellanicum: generalmente del tipo «bog», con predominio de musgo, ubicadas en el centro y el sur, en zonas de bosque de Nothofagus.
- Turberas de Carex: del tipo «fen», con predominio de ciperáceas, se encuentran distribuidas en casi toda la isla.
- Turberas de Marsippospermum.
- Turberas de Astelia, en la zona Este.
- Turberas mixtas, del tipo «blanquet bog», con predominio de Sphagnum, ciperáceas y Marsippospermum. Se encuentran en la península Mitre.[1]

## Amenazas
- En la costa norte de la península Mitre hay un alto impacto por la sobrepoblación de ganado salvaje que impacta sobre la biodiversidad y la estabilidad de las turberas.
- El uso extractivo de las turberas de Sphagnum, principalmente en inmediaciones de la comuna de Tolhuin y en menor medida en los valles cercanos a Ushuaia.

La condición ambiental de las turberas de Tierra del Fuego en general es buena aunque está cambiando rápidamente, por lo que se está comenzando a trabajar sobre una planificación para su conservación.

## Acciones
Estrategia y planificación territorial para el uso racional de las turberas de Tierra del Fuego.
El 7 de mayo de 2010 se realizó un taller con este nombre en Ushuaia con el objetivo de encontrar criterios para el ordenamiento territorial de las turberas. Participaron representantes de la Secretaría de Recursos Hídricos de Tierra del Fuego, de la Secretaría de Ambiente y Desarrollo Sustentable de la Nación, de la Fundación Humedales y FARN, y contó con el apoyo económico de Wetlands International.
Sitio Ramsar.
En 2009 el Glaciar Vinciguerra y las turberas del valle de Andorra fueron designadas sitio Ramsar n.º 1886, el más austral del mundo. El sector comprende 2760 ha que incluyen turberas de Sphagnum y de ciperáceas.
Áreas protegidas.
Las turberas se encuentran comprendidas en las áreas de reservas naturales: el parque nacional Tierra del Fuego, que en su plan de manejo observa como objetivo específico la conservación de las turberas de Sphagnum entre otras comunidades vegetales; la reserva Isla de los Estados; la reserva natural Valle Tierra Mayor, donde el uso extractivo no está admitido con excepción de un sector del valle del río Olivia; la reserva Corazón de la Isla, que a pesar de no estar catalogada como unidad de conservación de turbales, en su plan de manejo no está contemplada la extracción de turba. La península Mitre, donde se encuentra el mayor porcentaje de turba, aún no ha sido declarada área protegida.